# Ptinus tuberculatus
Ptinus tuberculatus is een keversoort uit de familie klopkevers (Ptinidae). De wetenschappelijke naam van de soort werd in 1920 gepubliceerd door Willis Stanley Blatchley.